# Tibellus asiaticus
Tibellus asiaticus là một loài nhện thuộc chi Tibellus trong họ Philodromidae. Tibellus asiaticus được Wladislaus Kulczynski miêu tả năm 1908.